# جو منساه
جو منساه (بالإنجليزية: Joe Mensah)‏ هو موسيقي غاني، ولد في القرن العشرين، وتوفي في 2003.

## وصلات خارجية
- جو منساه على موقع ميوزك برينز (الإنجليزية)
- جو منساه على موقع ديسكوغز (الإنجليزية)